# Primož Skerbinek
Primož Skerbinek (18 marzo 1980) è un ex sciatore alpino sloveno.

## Biografia
Originario di Limbuš di Maribor e attivo in gare FIS dal dicembre del 1995, Skerbinek esordì in Coppa Europa il 7 gennaio 1999 a Kranjska Gora in slalom gigante, senza completare la prova, e in Coppa del Mondo il 2 febbraio 2002 a Sankt Moritz in discesa libera classificandosi 21º: tale piazzamento sarebbe rimasto il migliore di Skerbinek nel massimo circuito internazionale. Ai Mondiali di Sankt Moritz 2003, sua unica presenza iridata, si classificò 21º nella discesa libera e 32º nel supergigante; il 23 febbraio dello stesso anno prese per l'ultima volta in Coppa del Mondo, a Garmisch-Partenkirchen in supergigante senza completare la prova.
Nel giugno del 2004 la Federazione Internazionale Sci confermò la squalifica di due anni (a decorrere dal marzo del 2003) inflittagli dalla Federazione sciistica della Slovenia per l'uso di sostanze dopanti (steroidi). Tornato alle gare nel gennaio del 2005, conquistò l'unico podio in Coppa Europa il 2 febbraio di quell'anno a Megève in discesa libera (2º) e si ritirò al termine della stagione 2005-2006; la sua ultima gara fu il supergigante dei Campionati sloveni juniores 2006, disputato il 24 marzo a Kope e chiuso da Skerbinek al 6º posto.

## Palmarès

### Coppa del Mondo
- Miglior piazzamento in classifica generale: 131º nel 2002

### Coppa Europa
- Miglior piazzamento in classifica generale: 77º nel 2005
- 1 podio:
  - 1 secondo posto

### Campionati sloveni
- 2 medaglie:
  - 1 oro (supergigante nel 2002)
  - 1 bronzo (supergigante nel 2005)